# Рискіно
Ри́скіно (рос. Рыскино, ерз. Рыскино) — село у складі Ковилкінського району Мордовії, Росія. Входить до складу Казенно-Майданського сільського поселення.
Населення — 76 осіб (2010; 99 у 2002).
Національний склад станом на 2002 рік:
- росіяни — 95 %